# 矢数道明
矢数 道明（やかず どうめい、1905年（明治38年）12月7日 - 2002年（平成14年）10月21日）は、昭和期の漢方復権に尽力した代表的な日本の医師。医史学者。学位は医学博士。文学博士（慶應義塾大学）。東洋医学の発展に貢献した業績により日本医師会より最高優功賞を受賞。

## 生い立ち
1905年（明治38年）茨城県那珂郡大宮町（現常陸大宮市）に、父辰之助、母すての四男として生まれる。籍名は四郎。1924年（大正13年）水戸商業学校（現水戸商業高校）を卒業したが、既に医師をしていた長兄の矢数格の勧めで医学の道を目指す。代用教員を1年半勤めて貯めた学費によって予備校に通い医専の受験資格を得て、東京医学専門学校（現東京医科大学）に入学した。長兄矢数格（号：道斎）が入門していた漢方医森道伯（後世派の一派：一貫堂の創設者）に学生時代から漢方を学び、1930年（昭和5年）東京医学専門学校卒業後、正式に入門し森道伯、矢数格に師事。1931年（昭和6年）「道明」（どうめい）と号す。1933年（昭和8年）弟の有道（ゆうどう）と共に東京市四谷区箪笥町に温知堂医院を開設する。1981年（昭和56年）に慶應義塾大学医学部名誉教授・長谷川禰人と共に、木村済世塾（木村長久家）を復活させた。

## 漢方復興運動
1933年（昭和8年）、弟の有道が腸チフスに罹患し入院した際、近く（牛込区船河原町）に開業していた大塚敬節の往診を受け、起死回生の回復をみた。有道自身の見立てでは真武湯であったようだが、大塚は茯苓甘草湯証と見立て症状が好転して退院した。道明は後世派、大塚は古方派であったが、この出会いをきっかけに交流が深まり、以後、両名が中心となって流派を超えて大同団結し、昭和漢方復興の大きな牽引力となっていく。まず、1934年（昭和9年）に矢数道明、大塚敬節と清水藤太郎（薬学）が中心となり、「日本漢方医学会」を結成し月刊誌『漢方と漢薬』を創刊した（他の幹事は、古方：湯本求真、奥田謙蔵、折衷派：木村長久、安西安周、中野康章、森田幸門、薬学：栗原廣三、木村雄四郎、鍼灸：柳谷素霊、医史学：石原保秀。編集兼発行人は春陽堂の気賀林一）。ちなみに、道明と大塚敬節が出会った1933年（昭和8年）は、病院や医院等が広告に使用できる標榜科として「漢方科」を標榜することを禁止する内務省令が出された年であり、この頃が最も漢方医学が衰退していた時代であったが、『漢方と漢薬』の購読会員数は千名を超えた。

### 拓大講座
雑誌を通じて啓発するだけでは飽き足らなかった道明は、大塚敬節や石原保秀の賛同を得て、1935年（昭和10年）に漢方医学講習会を開催するための団体として「偕行学苑」（現東亜医学協会の前身）を結成し、拓殖大学の講堂を会場として翌年（1936年）に第1回講習会を開催した。当初、第1回の聴講申し込みが少なく開催が危ぶまれたが、道明の門下で鍼灸を学んでいた内弟子の機転で頭山満に開催の額を揮毫してもらうなどして盛り上げ、当日参加を含めて61名で開催された。第1回の聴講者からは後の漢方界を担う龍野一雄や相見三郎が輩出されている。当時、頭山満に傾倒していた拓大学長の永田秀次郎にも頭山満の額を贈ったこともあってただならぬ団体と思われたのか、翌々年（1937年）からは「拓殖大学漢方医学講座」として正式な講座に昇格し、太平洋戦争前から戦中の1944年（昭和19年）までに8回、戦後1949年（昭和24年）に9回目が開催され、多くの参加者を集めた。道明は、第1回より大塚敬節、矢数有道、木村長久、清水藤太郎、柳谷素霊、石原保秀とともに講師を勤めた（徴兵期間を除く）。この講習会はその後、津村順天堂二代目社長津村重舎の助力を得て1959年（昭和34年）に設立した「漢方友の会」（現日本漢方医学研究所の前身）の漢方医学講座に引き継がれていった。ちなみに、この講習会のテキストのうち道明の弟有道が著したものは、後に中国語に翻訳され出版されている。

### 東亜医学協会

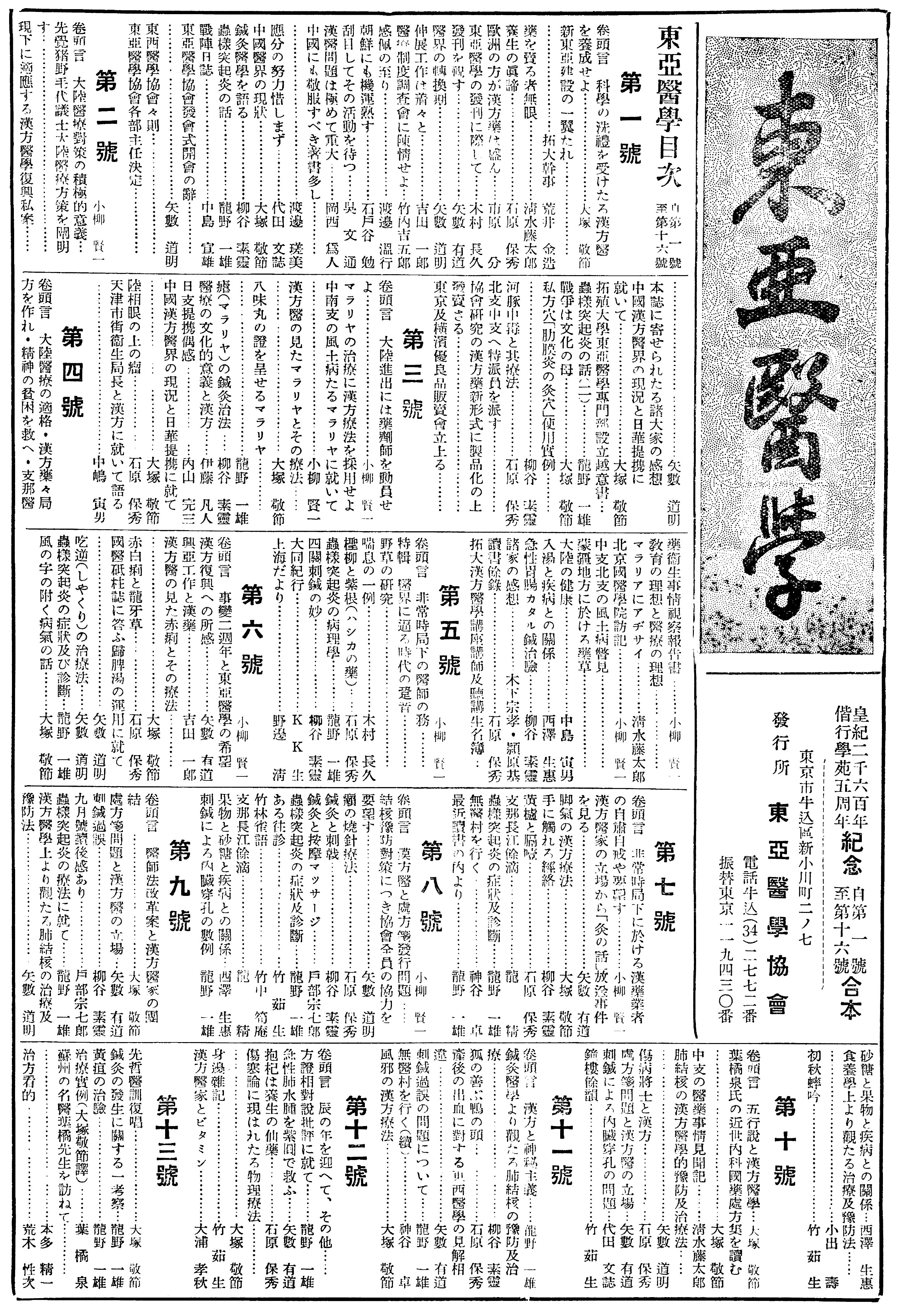
『東亜医学』創刊号-第16号合本の目次
題字は永田秀次郎による揮毫

1938年（昭和13年）道明は、漢方医学による日本・中国・満州の三国の文化提携国際親善を目的とした団体を創設することを大塚敬節に提案し、拓大講座を主催した偕行学苑を基盤に「東亜医学協会」を結成、中国の葉橘泉、張継有、楊医亜らとも交流を図っていく。1939年（昭和14年）からは月刊誌『東亜医学』を創刊したが、1941年（昭和16年）戦時下雑誌統合令によって、『東亜医学』は「医道の日本社」発行の鍼灸雑誌『医道の日本』とともに日本漢方医学会の『漢方と漢薬』 に統合合併することになる。戦後の1954年（昭和29年）、道明は東亜医学協会を再発足させて理事長となり、月刊誌『漢方の臨床』を創刊する。

### 満洲の伝統医学
1940年（昭和15年）当時の満州国において、伝統医学を廃し西洋医学のみに統一するか否かを決する会議に日本代表として龍野一雄とともに満州国民政局から招請され、満州医科大学（後の国立瀋陽医学院、現中国医科大学）の岡西為人、法律学者の山崎佐（後の日弁連会長）とともに存続を主張してこれが受け入れられ、満州医科大学の伝統医学教育も存続された。

### 『漢方診療の実際』
後世派一貫堂の矢数道明、古方派の大塚敬節、折衷派浅田流の木村長久と薬学の清水藤太郎は、3年の歳月をかけ毎月各自の分担原稿を持ち寄って互いに推敲を重ね、1941年10月に『漢方診療の実際』（南山堂）を刊行する。本書は、漢方の専門用語はなるべく用いず、各論は当時南山堂から出版されていた『内科診療ノ実際』に準じて病名を中心に書くよう南山堂から要望されていた。このため、現代医学を修めた医師であれば漢方用語が分からなくても理解できたので広く読まれ、版を重ねた後、1954年（昭和29年）に大幅改訂され、更に1969年には西洋医学的な新知見も加えて『漢方診療医典』として発行された。『漢方診療の実際』の初版は、今日の日本で「はじめて現代医学の病名による漢方治療の大綱を整理したもの」として評価がされており、また、中国でも受け入れられ翻訳本は9万部以上が出版されている。

## 軍医時代
1941年（昭和16年）10月軍医として応召、陸軍軍医見習士官に任官し、フィリピン、ラバウルを経てブーゲンビル島の第76兵站病院に勤務する（1942年（昭和17年）9月、軍医少尉任官。最終階級は陸軍軍医大尉）。下肢にできる潰瘍に有効な木の葉を現地住民から教わり、部隊の兵士がこの潰瘍を悪化させるのを防いだ。また道明は、灸治療の縁で秋永参謀長から得た南方の植物に関する書物に記載されていたサゴヤシのデンプンに着目した。現地住民からサゴヤシのデンプンを分けて貰う際、現地住民が赤い腰布を巻いているのを真似て木綿を赤チンで染めたものをお礼として渡し、後にはサゴヤシからデンプンを採る方法を現地住民から習得して、これを団子にして部隊にふるまい多くの兵士を餓死から救った。道明は、板倉武（元東京帝国大学医学部第一内科学教室講師）が所長を務める同愛記念病院内の東亜治療研究所（同研究所は国費を得て設立、のちに東方治療研究所と改称）の所員として招聘されていたことから、板倉武は道明を内地勤務に変更するよう東條英機首相に陳情したが、この陳情は受け入れられなかった。1946年（昭和21年）3月復員。道明は1973年（昭和48年）にブーゲンビル島を訪れ、当時世話になった村にオルガンを寄贈している（この様子は1973年7月NHKにて放映）。また後に、当時の従軍記録を『ブーゲンビル島兵站病院の記録：元第76兵站病院付軍医』（1976年、医道の日本社）として著している。

## 戦後の業績

### 日本東洋医学会
復員後の道明は郷里の茨城にて診療に従事していたが、龍野一雄らの呼びかけに呼応して、1949年（昭和24年）日本東洋医学会設立準備委員に就任し、1950年（昭和25年）同学会設立時には理事に就任、1959年（昭和34年）から1962年（昭和37年）には第4代理事長を務めた。
道明は、設立当初から日本東洋医学会の目標として
1. 日本医学会に加盟すること。
2. 漢方医学の教科書を作ること。
3. 漢方診療科[† 2]を実現すること。

の3つを掲げて自ら尽力するとともに後輩たちを指導してきたが、日本医学会加盟は設立から41年後の1991年（平成3年）に果たされ、教科書は道明が没した翌々月の2002年（平成14年）12月に『入門漢方医学』として発刊され、標榜科については2008年（平成20年）4月の医療法施行令、医療法施行規則の改正によって「漢方」と他の標榜科名を組み合わせて標榜すること（漢方内科、漢方外科、漢方アレルギー科など）が可能となった。

### 医学博士
1951年（昭和26年）には東京に戻り、新宿区新小川町に温知堂矢数医院を開設、1953年（昭和28年）からは東京医科大学薬理学教室教授の原三郎の委嘱により同大学の講義「東洋医学の綱概」を担当し、翌1954年（昭和29年）より原三郎から薬理学の指導を受け、1959年（昭和34年）「漢薬鳥頭・附子の薬理学的研究」により東京医科大学より学位記授与。

### 日本医師会最高優功賞
1979年（昭和54年）11月、東洋医学の発展に貢献した業績により日本医師会最高優功賞を日本医師会長武見太郎より授与される。

### 北里東洋医学研究所
1980年（昭和55年）10月大塚敬節の逝去により、北里研究所附属東洋医学総合研究所（現北里大学東洋医学総合研究所）の二代目所長に就任。1982年（昭和57年）には、同研究所を含む日本の8つの東洋医学研究機関の相互連絡、情報交換と国際交流に向けた活動のために「日本東洋医学研究機関連絡協議会」を創立し、会長に就任。1986年（昭和61年）3月、同研究所が日本初のWHO伝統医学研究協カセンターに指定され、同時に同センター長に就任。のち名誉所長。

## 医史学
大塚敬節とともに多くの古医書を復刻した他、多くの漢方先哲医家の医史学的研究を行い、張仲景、曲直瀬道三、浅田宗伯、浅井国幹、山田業広、森立之、尾台榕堂、今村了庵などの顕彰・追悼活動も熱心に行った。特に、日本医学中興の祖であり後世方派の祖である曲直瀬道三に関する研究の第一人者であり、1981年（昭和56年）には「日本における後世派医学史の研究：曲直瀬道三およびその学統」の研究により慶應義塾大学文学部より文学博士の学位記を授与された。また道明は、「東洋医学の基礎医学は歴史学である」として医史学の重要性を訴え、北里研究所附属東洋医学総合研究所に私財も投じて医史学研究室を設け、小曽戸洋や真柳誠ら日本の医史学研究の第一人者を育てた。
1960年（昭和35年）からは、日本医史学会の理事、評議員就任し、1988年（昭和63年）には、北里研究所附属東洋医学総合研究所の退職金を日本医史学会に寄贈し、これを基金に「矢数医史学賞」が設けられた。
2002年（平成14年）10月21日老衰のため逝去。享年96。戒名は仁光院道誉明寿居士。東京都文京区小石川の伝通院に眠る。墓所には道明が携わった日本東洋医学会、北里東洋医学総合研究所、日本漢方医学研究所、日本医史学会、東亜医学協会、温知会による顕彰碑が建立されている。

## 役職等
上記以外に以下の役職・名誉職に就任している。
- 日本漢方医学研究所理事長（1980年）
- 南京中医学院（zh）名誉教授（1987年）
- 張仲景国医大学名誉教授（1993年）
- 北京中医薬大学（zh）名誉教授（1997年）

## 著作
- 矢数道明『漢方医学処方解説』日本漢方医学会、1940年
- 大塚敬節、矢数道明、木村長久、清水藤太郎『漢方診療の実際』南山堂、1941年
- 大塚敬節、矢数道明、清水藤太郎『漢方診療の実際』改訂版、南山堂、1954年
- 矢数道明『漢方後世要方解説』医道の日本社、1959年
- 矢数道明『漢方百話』1-8集、医道の日本社、1960-1995年
- 矢数道明『漢方処方解説：臨床応用』創元社<東洋医学選書>、1966年
- 矢数道明『明治百年漢方略史年表』温知会、1968年
- 大塚敬節、矢数道明、清水藤太郎『漢方診療医典』南山堂、1969年
- 矢数道明『ブーゲンビル島兵站病院の記録：元第76兵站病院付軍医』、医道の日本社、1976年
- 汪昂著、矢数道明解説『医方集解』久米嵒訳、国書刊行会、1977年
- 大塚敬節、矢数道明編『近世漢方医学書集成』1-116、名著出版、1979-1984年
- 矢数道明、矢数圭堂『矢数道明・矢数圭堂博士の病気別・症状別漢方処方』主婦の友社、1979年
- 矢数道明『明治110年漢方医学の変遷と将来・漢方略史年表』春陽堂書店、1979年
- 稲葉克、和久田寅著、大塚敬節、矢数道明解題『腹証奇覧：復刻』医道の日本社、1981年
- 矢数道明『漢方Q&A：質疑応答』日本医事新報社、1991年
- 矢数道明、坂口弘纂『漢方無限：現代漢方の源流』緑書房、1992年
- 岡本一抱著、大塚敬節、矢数道明編『方意弁義』名著出版、2003年